# Min Jiang (dopływ Cieśniny Tajwańskiej)
Min Jiang (chiń. upr. 闽江; chiń. trad. 閩江; pinyin Mǐn Jiāng) – rzeka w Chinach o długości 577 km, w prowincji Fujian, uchodząca do Cieśniny Tajwańskiej. Najdłuższa rzeka prowincji Fujian. Powierzchnia dorzecza wynosi 60 900 km².